# Séries éliminatoires de la Coupe Stanley 1951
Année précédente Année suivante
Les séries éliminatoires de la Coupe Stanley 1951 font suite à la saison 1950-1951 de la Ligue nationale de hockey. Les quatre équipes qualifiées pour les séries sont, dans l'ordre du classement, Red Wings de Détroit, Maple Leafs de Toronto, Canadiens de Montréal et Bruins de Boston. Les Maple Leafs remportent la neuvième Coupe Stanley de leur histoire en battant les Canadiens en finale, les cinq rencontres de la finale se décidant en prolongation.

## Tableau
|  | Demi-finales                      | Demi-finales                      |         |   | Finale                     | Finale                     |
|  | Demi-finales                      | Demi-finales                      |         |   | Finale                     | Finale                     |
|  |                                   |                                   |         |   |                            |                            |
|  | 28, 31 mars, 1er, 3, 7 et 8 avril | 28, 31 mars, 1er, 3, 7 et 8 avril |         |   | 11, 14, 17, 19 et 21 avril | 11, 14, 17, 19 et 21 avril |
|  | 28, 31 mars, 1er, 3, 7 et 8 avril | 28, 31 mars, 1er, 3, 7 et 8 avril |         |   | 11, 14, 17, 19 et 21 avril | 11, 14, 17, 19 et 21 avril |
|  | Boston                            | 1                                 |         |   | 11, 14, 17, 19 et 21 avril | 11, 14, 17, 19 et 21 avril |
|  | Boston                            | 1                                 |         |   | 11, 14, 17, 19 et 21 avril | 11, 14, 17, 19 et 21 avril |
|  | Toronto                           | 4                                 |         |   | 11, 14, 17, 19 et 21 avril | 11, 14, 17, 19 et 21 avril |
|  | Toronto                           | 4                                 | Toronto | 4 |                            |                            |
|  | 27, 29, 31 mars, 3, 5 et 7 avril  |                                   | Toronto | 4 |                            |                            |
|  |                                   | Montréal                          | 3       |   |                            |                            |
|  | Montréal                          | Montréal                          | 3       | 4 |                            |                            |
|  | Montréal                          |                                   |         | 4 |                            |                            |
|  | Détroit                           | 2                                 |         |   |                            |                            |
|  | Détroit                           | 2                                 |         |   |                            |                            |

### Demi-finales

#### Boston contre Toronto
Toronto gagne la série 4 matchs à 1. Le deuxième match de la série est annulé après prolongation à cause des Blue laws. 
| 28 mars | Maple Leafs de Toronto | 0-2 (0-1, 0-0, 0-1) | Bruins de Boston | Maple Leaf Gardens 12 919 spectateurs |

| Feuille de match | Feuille de match | Feuille de match | Feuille de match                                                                     | Feuille de match |
| ---------------- | ---------------- | ---------------- | ------------------------------------------------------------------------------------ | ---------------- |
|                  |                  | 0-1 0-2          | Ferguson (Peirson, Ronty) — 15 min 58 s Dumart (Quackenbush, Ezinicki) — 41 min 12 s |                  |
| Al Rollins       | Gardiens         | Jack Gelineau    |                                                                                      |                  |
|                  |                  |                  |                                                                                      |                  |
|                  |                  |                  |                                                                                      |                  |

| 31 mars | Maple Leafs de Toronto | 1-1 (pr) (1-0, 0-1, 0-0, 0-0) | Bruins de Boston | Maple Leaf Gardens |

| Feuille de match | Feuille de match                          | Feuille de match | Feuille de match                         | Feuille de match |
| ---------------- | ----------------------------------------- | ---------------- | ---------------------------------------- | ---------------- |
|                  | B. Barilko (Klukay, Bentley) — 3 min 47 s | 1-0 1-1          | Peirson (Sandford, Dumart) — 29 min 26 s |                  |
| Turk Broda       | Gardiens                                  | Jack Gelineau    |                                          |                  |
|                  |                                           |                  |                                          |                  |
|                  |                                           |                  |                                          |                  |

| 1er avril | Bruins de Boston | 0-3 (0-0, 2-0, 1-0) | Maple Leafs de Toronto |  |

| Feuille de match | Feuille de match | Feuille de match | Feuille de match                                                                             | Feuille de match          |
| ---------------- | ---------------- | ---------------- | -------------------------------------------------------------------------------------------- | ------------------------- |
|                  |                  | 0-1 0-2 0-3      | Gardner — 23 min 2 s Flaman (Bentley) — 33 min 11 s Bentley (Barilko, Mackell) — 45 min 30 s | Arbitrage : Bill Chadwick |
| Jack Gelineau    | Gardiens         | Turk Broda       |                                                                                              | Arbitrage : Bill Chadwick |
|                  |                  |                  |                                                                                              | Arbitrage : Bill Chadwick |
|                  |                  |                  |                                                                                              | Arbitrage : Bill Chadwick |

| 3 avril | Bruins de Boston | 1-3 (1-0, 0-2, 0-1) | Maple Leafs de Toronto | 13 154 spectateurs |

| Feuille de match | Feuille de match                  | Feuille de match | Feuille de match                                                                                | Feuille de match                       |
| ---------------- | --------------------------------- | ---------------- | ----------------------------------------------------------------------------------------------- | -------------------------------------- |
|                  | Fisher (Laycoe, Creighton) — 50 s | 1-0 1-1 1-2 1-3  | Smith (Thomson, Bentley) — 32 min 17 s Bentley — 34 min 33 s Barilko (Gardner, Meeker) — 54 min | Arbitrage : Georges Gravel Sam Babcock |
| Jack Gelineau    | Gardiens                          | Turk Broda       |                                                                                                 | Arbitrage : Georges Gravel Sam Babcock |
|                  |                                   |                  |                                                                                                 | Arbitrage : Georges Gravel Sam Babcock |
|                  |                                   |                  |                                                                                                 | Arbitrage : Georges Gravel Sam Babcock |

| 7 avril | Maple Leafs de Toronto | 4-1 (1-0, 1-0, 2-1) | Bruins de Boston |  |

| Feuille de match | Feuille de match | Feuille de match    | Feuille de match                         | Feuille de match |
| ---------------- | --- | ------------------- | ---------------------------------------- | ---------------- |
|                  | Klukay — 19 min 38 s Mackell (Klukay, Bentley) — 31 min 12 s Klukay (Bentley, Mackell) — 44 min 46 s Kennedy (Sloan) — 49 min 15 s | 1-0 2-0 3-0 4-0 4-1 | Ezinicki (Dumart, Schmidt) — 49 min 52 s |                  |
| Turk Broda       | Gardiens | Jack Gelineau       |                                          |                  |
|                  | |                     |                                          |                  |
|                  | |                     |                                          |                  |

| 8 avril 1951 | Bruins de Boston | 0-6 (2-0, 1-0, 3-0) | Maple Leafs de Toronto |  |

| Feuille de match | Feuille de match | Feuille de match        | Feuille de match | Feuille de match |
| ---------------- | ---------------- | ----------------------- | --- | ---------------- |
|                  |                  | 0-1 0-2 0-3 0-4 0-5 0-6 | Kennedy (Smith) — 10 min 16 s Klukay (Barilko) — 14 min 36 s Mackell (Klukay, Bentley) — 32 min 42 s Smith — 46 min 42 s Sloan (Kennedy, Smith) — 49 min 42 s Klukay (Mackell, Bentley) — 55 min 1 s |                  |
| Gordon Henry     | Gardiens         | Turk Broda              | |                  |
|                  |                  |                         | |                  |
|                  |                  |                         | |                  |

#### Montréal contre Détroit
Montréal gagne la série 4 matchs à 2.
| 27 mars | Canadiens de Montréal | 3-2 (4 pr) (1-1, 0-0, 1-1, 0-0, 0-0, 0-0, 1-0) | Red Wings de Détroit | Olympia Stadium 13 246 spectateurs |

| Feuille de match | Feuille de match | Feuille de match    | Feuille de match                                                                          | Feuille de match                                      |
| ---------------- | --- | ------------------- | ----------------------------------------------------------------------------------------- | ----------------------------------------------------- |
|                  | - É. Bouchard (S. McNabney) — 13 min 25 s - B. Olmstead (M. Richard, E. Lach) — 49 min 8 s M. Richard — 121 min 9 s | 0-1 1-1 1-2 2-2 3-2 | S. Howe (L. Reise, S. Abel) — 12 min 15 s - L. Reise (S. Abel, S. Howe) — 41 min 10 s - - | Arbitrage : Bill Chadwick George Hayes et Sam Babcock |
| Gerry McNeil     | Gardiens | Terry Sawchuk       |                                                                                           | Arbitrage : Bill Chadwick George Hayes et Sam Babcock |
|                  | |                     |                                                                                           | Arbitrage : Bill Chadwick George Hayes et Sam Babcock |
|                  | |                     |                                                                                           | Arbitrage : Bill Chadwick George Hayes et Sam Babcock |

| 29 mars | Canadiens de Montréal | 1-0 (3 pr) (0-0, 0-0, 0-0, 0-0, 0-0, 1-0) | Red Wings de Détroit | Olympia Stadium |

| Feuille de match, | Feuille de match,         | Feuille de match, | Feuille de match, | Feuille de match, |
| ----------------- | ------------------------- | ----------------- | ----------------- | ----------------- |
|                   | M. Richard — 102 min 20 s | 1-0               |                   |                   |
| Gerry McNeil      | Gardiens                  | Terry Sawchuk     |                   |                   |
|                   |                           |                   |                   |                   |
|                   |                           |                   |                   |                   |

| 31 mars | Red Wings de Détroit | 2-0 (0-0, 1-0, 1-0) | Canadiens de Montréal | Forum de Montréal 14 418 spectateurs |

| Feuille de match | Feuille de match                                         | Feuille de match | Feuille de match | Feuille de match                                          |
| ---------------- | -------------------------------------------------------- | ---------------- | ---------------- | --------------------------------------------------------- |
|                  | S. Howe (B. Goldham) — 36 min 23 s S. Abel — 53 min 45 s | 1-0 2-0          | -                | Arbitrage : Georges Gravel George Hayes et Bill Morrisson |
| Terry Sawchuk    | Gardiens                                                 | Gerry McNeil     |                  | Arbitrage : Georges Gravel George Hayes et Bill Morrisson |
|                  |                                                          |                  |                  | Arbitrage : Georges Gravel George Hayes et Bill Morrisson |
|                  |                                                          |                  |                  | Arbitrage : Georges Gravel George Hayes et Bill Morrisson |

| 3 avril | Red Wings de Détroit | 4-1 (2-0, 0-1, 2-0) | Canadiens de Montréal | Forum de Montréal |

| Feuille de match | Feuille de match | Feuille de match    | Feuille de match          | Feuille de match |
| ---------------- | --- | ------------------- | ------------------------- | ---------------- |
|                  | L. Reise (M. Pavelich) — 8 min 40 s M. Prystai — 10 min 10 s - G. Couture (L. Reise, G. Stewart) — 50 min 26 s S. Abel (S. Howe, L. Reise) — 53 min 14 s | 1-0 2-0 2-1 3-1 4-1 | - E. Lach — 34 min 28 s - |                  |
| Terry Sawchuk    | Gardiens | Gerry McNeil        |                           |                  |
|                  | |                     |                           |                  |
|                  | |                     |                           |                  |

| 5 avril | Canadiens de Montréal | 5-2 (2-0, 0-3, 0-2) | Red Wings de Détroit | Olympia Stadium 14 221 spectateurs |

| Feuille de match | Feuille de match                                                     | Feuille de match            | Feuille de match | Feuille de match |
| ---------------- | -------------------------------------------------------------------- | --------------------------- | --- | ---------------- |
|                  | S. Abel — 1 min 9 s S. Howe (T. Lindsay, R. Kelly) — 14 min 27 s - - | 1-0 2-0 2-1 2-2 2-3 2-4 2-5 | - B. Reay (P. Meger) — 24 min 4 s B. Olmstead (M. Richard, D. Harvey) — 31 min 45 s B. Geoffrion (P. Masnick) — 37 min 51 s M. Richard (B. Olmstead) — 54 min 45 s C. MacKay (F. Curry, K. Mosdell) — 58 min 6 s |                  |
|                  |                                                                      |                             | |                  |
|                  |                                                                      |                             | |                  |
|                  |                                                                      |                             | |                  |

| 7 avril | Red Wings de Détroit | 2-3 (0-0, 0-0, 2-3) | Canadiens de Montréal | Forum de Montréal 14 448 spectateurs |

| Feuille de match | Feuille de match                                                               | Feuille de match    | Feuille de match | Feuille de match |
| ---------------- | ------------------------------------------------------------------------------ | ------------------- | --- | ---------------- |
|                  | - S. Abel (S. Howe) — 47 min 31 s - T. Lindsay (S. Abel, G. Gee) — 59 min 15 s | 0-1 1-1 1-2 1-3 2-3 | B. Reay (P. Meger, B. Geoffrion) — 46 min 49 s - M. Richard (E. Lach) — 49 min 35 s K. Mosdell (F. Curry) — 55 min 45 s - |                  |
|                  |                                                                                |                     | |                  |
|                  |                                                                                |                     | |                  |
|                  |                                                                                |                     | |                  |

### Finale de la Coupe Stanley
Avec tous les matchs se terminant par des prolongations, la finale de 1951 est unique dans l'histoire de la ligue. Bill Barilko inscrit le but du sacre pour Toronto au bout de 2 min 53 s en prolongation du cinquième match ; Toronto gagne la série et la Coupe Stanley 4 matchs à 1.
| 11 avril 1951 | Canadiens de Montréal | 2-3 (pr) (1-2, 1-0, 0-0, 0-1) | Maple Leafs de Toronto | Maple Leaf Gardens 13 039 spectateurs |

| Feuille de match | Feuille de match                                                 | Feuille de match    | Feuille de match                                                                                                   | Feuille de match                                       |
| ---------------- | ---------------------------------------------------------------- | ------------------- | --- | ------------------------------------------------------ |
|                  | - M. Richard — 15 min 27 s - P. Masnick (B. Reay) — 24 min 2 s - | 0-1 1-1 1-2 2-2 2-3 | S. Smith (T. Sloan, T. Kennedy) — 15 min - T. Sloan (G. Mortson) — 15 min 42 s - S. Smith (T. Sloan) — 65 min 51 s | Arbitrage : Bill Chadwick Sam Babcock et Georges Haves |
| Gerry McNeil     | Gardiens                                                         | Turk Broda          | | Arbitrage : Bill Chadwick Sam Babcock et Georges Haves |
|                  |                                                                  |                     | | Arbitrage : Bill Chadwick Sam Babcock et Georges Haves |
| 22               | Tirs                                                             | 39                  | | Arbitrage : Bill Chadwick Sam Babcock et Georges Haves |

| 14 avril 1951 | Canadiens de Montréal | 3-2 (pr) (1-0, 1-2, 0-1, 1-0) | Maple Leafs de Toronto | Maple Leaf Gardens 14 567 spectateurs |

| Feuille de match | Feuille de match | Feuille de match    | Feuille de match                                                                        | Feuille de match                                       |
| ---------------- | --- | ------------------- | --------------------------------------------------------------------------------------- | ------------------------------------------------------ |
|                  | P. Masnick (P. Meger) — 3 min 44 s B. Reay (M. Richard, B. Olmstead) — 29 min 24 s - M. Richard (D. Harvey) — 62 min 55 s | 1-0 2-0 2-1 2-2 3-2 | - S. Smith (M. Bentley, T. Kennedy) — 35 min 31 s T. Kennedy (T. Sloan) — 47 min 27 s - | Arbitrage : George Gravel Sam Babcock et Bill Morrison |
| Gerry McNeil     | Gardiens | Turk Broda          |                                                                                         | Arbitrage : George Gravel Sam Babcock et Bill Morrison |
|                  | |                     |                                                                                         | Arbitrage : George Gravel Sam Babcock et Bill Morrison |
| 24               | Tirs | 36                  |                                                                                         | Arbitrage : George Gravel Sam Babcock et Bill Morrison |

| 17 avril 1951 | Maple Leafs de Toronto | 2-1 (pr) (1-0, 0-1, 0-0, 1-0) | Canadiens de Montréal | Forum de Montréal 14 443 spectateurs |

| Feuille de match | Feuille de match                                               | Feuille de match | Feuille de match                        | Feuille de match                                      |
| ---------------- | -------------------------------------------------------------- | ---------------- | --------------------------------------- | ----------------------------------------------------- |
|                  | - S. Smith (M. Bentley) — 25 min 58 s T. Kennedy — 64 min 47 s | 0-1 1-1 2-1      | M. Richard (B. Olmstead) — 2 min 18 s - | Arbitrage : Bill Chadwick Sam Babcock et George Hayes |
| Al Rollins       | Gardiens                                                       | Gerry McNeil     |                                         | Arbitrage : Bill Chadwick Sam Babcock et George Hayes |
|                  |                                                                |                  |                                         | Arbitrage : Bill Chadwick Sam Babcock et George Hayes |
| 30               | Tirs                                                           | 24               |                                         | Arbitrage : Bill Chadwick Sam Babcock et George Hayes |

| 19 avril 1951 | Maple Leafs de Toronto | 3-2 (pr) (1-1, 1-0, 0-1, 1-0) | Canadiens de Montréal | Forum de Montréal |

| Feuille de match | Feuille de match                                                                                          | Feuille de match | Feuille de match                                                                                    | Feuille de match                                      |
| ---------------- | --- | ---------------- | --------------------------------------------------------------------------------------------------- | ----------------------------------------------------- |
|                  | S. Smith (T. Kennedy) — 38 s - H. Meeker (H. Watson) — 21 min 27 s - H. Watson (M. Bentley) — 65 min 15 s | 1-0 3-2          | - M. Richard (B. Reay, D. Harvey) — 14 min 41 s - E. Lach (M. Richard, É. Bouchard) — 53 min 40 s - | Arbitrage : George Gravel George Hayes et Sam Babcock |
| Al Rollins       | Gardiens                                                                                                  | Gerry McNeil     | | Arbitrage : George Gravel George Hayes et Sam Babcock |
|                  | |                  | | Arbitrage : George Gravel George Hayes et Sam Babcock |
| 19               | Tirs | 21               | | Arbitrage : George Gravel George Hayes et Sam Babcock |

| 21 avril 1951 | Canadiens de Montréal | 2-3 (pr) (0-0, 1-1, 1-1, 0-1) | Maple Leafs de Toronto | Maple Leaf Gardens 14 577 spectateurs |

| Feuille de match | Feuille de match                                                                | Feuille de match    | Feuille de match | Feuille de match                                       |
| ---------------- | ------------------------------------------------------------------------------- | ------------------- | --- | ------------------------------------------------------ |
|                  | M. Richard (B. MacPherson) — 28 min 56 s - P. Meger (D. Harvey) — 44 min 47 s - | 1-0 1-1 2-1 2-2 2-3 | - T. Sloan (T. Kennedy) — 32 min - T. Sloan (S. Smith, M. Bentley) — 59 min 28 s B. Barilko (H. Meeker, H. Watson) — 62 min 53 s | Arbitrage : Bill Chadwick Sam Babcock et Bill Morrison |
| Gerry McNeil     | Gardiens                                                                        | Al Rollins          | | Arbitrage : Bill Chadwick Sam Babcock et Bill Morrison |
|                  |                                                                                 |                     | | Arbitrage : Bill Chadwick Sam Babcock et Bill Morrison |
| 19               | Tirs                                                                            | 41                  | | Arbitrage : Bill Chadwick Sam Babcock et Bill Morrison |

### Meilleurs pointeurs
| Joueur          | Équipe   | PJ | B | A  | Pts |
| --------------- | -------- | -- | - | -- | --- |
| Maurice Richard | Montréal | 11 | 9 | 4  | 13  |
| Max Bentley     | Toronto  | 11 | 2 | 11 | 13  |
| Sid Smith       | Toronto  | 11 | 7 | 3  | 10  |